# Austin North
Austin Michael North, född 30 juli 1996 i Cincinnati i Ohio (flyttade senare till Atlanta i Georgia), är en amerikansk skådespelare. Han har bland annat spelat rollen som Logan Watson i Disney Channel-serien Det var inte jag (engelska: I Didn't Do It) och Topper Thornton i Netflix-serien Outer Banks.
North medverkar även i filmen Beautiful Disaster från 2023, samt i uppföljaren Beautiful Wedding från 2024, i rollen som Shepley Maddox (kusin till Dylan Sprouses karaktär Travis Maddox). Han medverkar också i den Kelly Blatz-regisserade filmen One Fast Move, som hade premiär på streamingtjänsten Prime Video, den 8 augusti 2024.

## Filmografi (i urval)

### Film
- 2023 – Beautiful Disaster
- 2024 – Beautiful Wedding
- 2024 – One Fast Move

### TV
- 2011 – Kickin' It (TV-serie)
- 2012 – General Hospital (TV-serie)
- 2012 – A.N.T. – Avancerad Ny Talang (TV-serie)
- 2013 – Pappa på heltid (TV-serie)
- 2014–2015 – Det var inte jag (TV-serie)
- 2015 – Jessie (TV-serie)
- 2020–nutid – Outer Banks (TV-serie)